# Erwin Scheltjens
Erwin Scheltjens (Mortsel, 21 september 1976) is een Belgisch dirigent en musicus. Hij zette zijn eerste muzikale stappen bij de gemeentelijke muziekschool in Mortsel, waar hij klarinet en harmonieleer studeerde. Later zette hij zijn studies voort aan het Lemmensinstituut te Leuven, die hij daar met succes afrondde.
Scheltjens werkte als klarinettist en saxofonist mee aan verschillende musicalproducties, waaronder Les Misérables.
Scheltjens is tevens dirigent van het Universitair Harmonieorkest te Leuven en was ook actief bij de Koninklijke Harmonie "De Nachtegaal" te Ranst. Hij was tevens de dirigent van voorstellingen van Sneeuwwitje en Doornroosje.

## Discografie
- 2008: Soul In A Picture; als klarinettist bij het nummer Für Lize met het Jef Neve Trio.[4]
- 2009: De Helaasheid Der Dingen - Dagen Zonder Lief; als koordirigent bij 7 nummers van deze soundtracks, in samenwerking met Jef Neve.[5]